# Kasabian
Kasabian er et britisk indie rock-band, der blev dannet i slutningen af 1990'erne under navnet Saracuse men skiftede hurtigt navn til Kasabian efter Linda Kasabian, der var medlem af den kult, som omgav Charles Manson i 1960'erne.
Kasabian udsendte i 2004 deres selvbetitlede debutalbum, der bl.a. indeholdt singlen "Club Foot", som for alvor fik sat bandet på det musikalske verdenskort.
Det tredje album West Ryder Pauper Lunatic Asylum har været to år undervejs og er opfølger til Empire fra 2006. Albummet er produceret af den amerikanske producer Dan The Automator, bedst kendt for sit arbejde med bl.a. Gorillaz.
West Ryder Pauper Lunatic Asylum er oprindelig navnet på en institution for sindssyge, der lå i West Yorkshire i 1800-tallet.